# Hippolais
A Hippolais a madarak osztályának verébalakúak (Passeriformes) rendjébe és a nádiposzátafélék (Acrocephalidae) családjába tartozó nem.
Korábban egy szemétkosár-taxonba, az óvilági poszátafélék (Sylviidae) családjába sorolták, de az új besorolás szerint az új nádiposzátafélék (Acrocephalidae) családba tartozik.

## Rendszerezés
A nembe az alábbi 4 faj tartozik:
- bozótgeze (Hippolais languida)
- olívgeze (Hippolais olivetorum)
- déli geze (Hippolais polyglotta)
- kerti geze (Hippolais icterina)

Az újabb rendszerezések a következő fajokat átsorolták az Iduna nembe:
- kis geze (Iduna caligata, korábban Hippolais caligata)
- keleti kis geze (Iduna rama, korábban Hippolais rama)
- halvány geze (Iduna pallida, korábban Hippolais pallida)
- spanyol geze (Iduna opaca, korábban Hippolais opaca)